# Batalha dos Gigantes (Fiji)
A Batalha dos Gigantes é uma competição futebolística realizada anualmente, sob os auspícios da Associação de Futebol de Fiji, em Fiji, da qual os principais times amadores participam.
A competição, que começou em 1978, foi devido à visão de J.D. Maharaj, que viu a competição como um meio de arrecadar dinheiro para associações de futebol com pouco orçamento em Fiji. Essa foi a primeira vez que uma competição de futebol em Fiji foi organizada por negócios. A competição tem sido realizada anualmente, exceto em 1987, quando restrições do governo militar às atividades esportivas no domingo fizeram com que os torneios de futebol no país fossem abandonados.

## Natureza do Torneio
Os 10 principais times do distrito participam do torneio. No presente, esses times são Ba, Labasa, Lautoka, Nadi, Nadroga, Nasinu, Navua, Rewa, Suva e Tavua. Os time são divididos em dois grupos de 5 e cada time enfrenta os outros por uma vez, em 3 dias. Uma vitória vale 3 pontos, o empate vale um ponto e a derrota, zero ponto.Os dois melhores de cada chave se classificam às semifinais, com o vencedor de cada chave enfrentando o segundo da outra. As semifinais e a final são disputadas no mesmo dia.

## Campeões
| Ano  | Sede           | Campeão        | Vice-campeão   | Placar         | Notas                                  |
| ---- | -------------- | -------------- | -------------- | -------------- | -------------------------------------- |
| 1978 | Ba             | Nadi           | Ba             | 1 - 0          | -                                      |
| 1979 | Lautoka        | Ba             | Rewa           | Empate         | 4 - 2 (Pen)                            |
| 1980 | Ba             | Nadi           | Ba             | 3 - 0          | -                                      |
| 1981 | Lautoka        | Ba             | Lautoka        | 2 - 0          | -                                      |
| 1982 | Suva           | Suva           | Ba             | W/O            | Suva dado como vencedor                |
| 1983 | Nadi           | Nadi           | Lautoka        | 1 - 0          | -                                      |
| 1984 | Ba             | Ba             | Suva           | 1 - 0          | -                                      |
| 1985 | Suva           | Lautoka        | Rewa           | 3 - 0          | -                                      |
| 1986 | Nadi           | Nadi           | Labasa         | 1 - 0          | -                                      |
| 1987 | Sem competição | Sem competição | Sem competição | Sem competição | Sem competição                         |
| 1988 | Nadi           | Suva           | Ba             | 4 - 3          | Disputa de pênaltis                    |
| 1989 | Rewa           | Nadroga        | Nasinu         | 1 - 0          | -                                      |
| 1990 | Ba             | Ba             | Suva           | 5 - 4          | Disputa de pênaltis                    |
| 1991 | Rewa           | Nadroga        | Nasinu         | 5 - 4          | Disputa de pênaltis                    |
| 1992 | Lautoka        | Ba             | Lautoka        | 1 - 0          | -                                      |
| 1993 | Rewa           | Ba             | Labasa         | 1 - 0          | -                                      |
| 1994 | Nadi           | Rewa           | Ba             | -              | Ba não participou do jogo por protesto |
| 1995 | Suva           | Suva           | Navua          | 2 - 1          | -                                      |
| 1996 | Ba             | Nadi           | Tavua          | 3 - 1          | -                                      |
| 1997 | Labasa         | Labasa         | Nadi           | 1 - 0          | -                                      |
| 1998 | Nadi           | Ba             | Nadi           | 1 - 0          | -                                      |
| 1999 | Lautoka        | Ba             | Tavua          | 1 - 0          | -                                      |
| 2000 | Lautoka        | Ba             | Labasa         | 2 - 0          | -                                      |
| 2001 | Nadi           | Ba             | Lautoka        | 2 - 0          | -                                      |
| 2002 | Labasa         | Nadroga        | Labasa         | 2 - 1          | -                                      |
| 2003 | Lautoka        | Rewa           | Ba             | 1 - 0          | -                                      |
| 2004 | Ba             | Rewa           | Nadi           | 2 - 0          | -                                      |
| 2005 | Suva           | Navua          | Rewa           | 1-0            | -                                      |
| 2006 | Nadi           | Ba             | Suva           | 2 - 1          | -                                      |
| 2007 | Rewa           | Ba             | Nadi           | 3 - 1          | Prorrogação                            |
| 2008 | Suva           | Ba             | Labasa         | 2 - 1          | -                                      |
| 2009 | Lautoka        | Ba             | Lautoka        | 1 - 0          | -                                      |
| 2010 | Nadi           | Rewa           | Navua          | 1 - 0          | -                                      |
| 2011 | Rewa           | Rewa           | Suva           | 0 - 0          | 4 - 3 (Pen)                            |
| 2012 | Latouka        | Ba             | Labasa         | 0 - 0          | 4 - 2 (Pen)                            |
| 2013 | Ba             | Ba             | Latouka        | 3 - 1          | -                                      |
| 2014 | Suva           | Rewa           | Lautoka        | 2 - 1          | -                                      |
| 2015 | Nausori        | Rewa           | Ba             | 2 - 0          | -                                      |
| 2016 | Nausori        | Lautoka        | Labasa         | 2 - 0          | Prorrogação                            |
| 2017 |                | Rewa           | Nadi           | 2 - 1          |                                        |
| 2018 |                | Ba             | Suva           | 2 - 0          |                                        |
| 2019 |                | Labasa         | Lautoka        | 1 - 0          |                                        |
| 2020 |                | Rewa           | Suva           | 1 - 0          |                                        |
| 2021 | Sem competição | Sem competição | Sem competição | Sem competição | Sem competição                         |
| 2022 |                | Labasa         | Rewa           | 2 - 1          |                                        |
| 2023 |                | Labasa         | Navua          | 2 - 1          |                                        |
| 2024 |                | Lautoka        | Nadi           | 2 - 0          |                                        |

## Títulos por equipe
| Time                         | Número de campeonatos | Número de vice-campeonatos |
| ---------------------------- | --------------------- | -------------------------- |
| Ba Football Club             | 17                    | 7                          |
| Rewa Football Club           | 9                     | 4                          |
| Nadi Football Club           | 5                     | 6                          |
| Labasa Football Club         | 4                     | 7                          |
| Lautoka Football Club        | 3                     | 7                          |
| Suva Football Club           | 3                     | 6                          |
| Nadroga Football Association | 3                     | 0                          |
| Navua Football Club          | 1                     | 3                          |
| Nasinu Football Club         | 0                     | 2                          |
| Tavua Football Club          | 0                     | 2                          |